# 구형함수

구형함수

구형함수(rectangular function, 矩形関数)는 다음과 같이 정의된다.
{\displaystyle \mathrm {rect} (t)=\sqcap (t)={\begin{cases}0&{\mbox{if }}|t|>{\frac {1}{2}}\\{\frac {1}{2}}&{\mbox{if }}|t|={\frac {1}{2}}\\1&{\mbox{if }}|t|<{\frac {1}{2}}.\\\end{cases}}}
이것은 단순 단위 함수이다. 다른 정의로는 {\displaystyle \mathrm {rect} (\pm {\tfrac {1}{2}})}의 값을 0, 1, 또는 미정으로 하기도 한다. 구형함수를 단위 계단 함수를 이용해 나타내면 다음과 같다.
{\displaystyle \mathrm {rect} \left({\frac {t}{\tau }}\right)=u\left(t+{\frac {\tau }{2}}\right)-u\left(t-{\frac {\tau }{2}}\right),}
또는
{\displaystyle \mathrm {rect} (t)=u\left(t+{\frac {1}{2}}\right)\cdot u\left({\frac {1}{2}}-t\right).}

## 같이 보기
- 방형파